# Sutton (Québec)
Pour les articles homonymes, voir Sutton.
Sutton est une ville du Québec, située dans la MRC de Brome-Missisquoi et dans la région administrative de l'Estrie. Par contre, elle fait partie de la région touristique des Cantons-de-l'Est.

## Histoire
Créée en 2002 lors de la fusion de l'ancienne ville de Sutton et du canton de Sutton. Kenneth Hill a été maire de 2005 à 2009, puis Pierre Pelland de 2009 à 2013, Louis Dandenault de 2013 à 2017 et Michel Lafrance de 2017 à 2021. Robert Benoît est l'actuel maire, depuis 2021.

## Toponymie
Auparavant, les lieux du village étaient surnommés Sutton Flats. Les hameaux du canton étaient surnommés North Sutton, Sutton Junction et Glen Sutton. Le nom Sutton proviendrait de la localité anglaise de Sutton-in-Ashfield, située dans le Nottinghamshire. Il y a également de nombreux endroits nommés Sutton aux États-Unis, par où le nom a peut-être transité. Le nom semble être en usage depuis un bon moment, car les lieux étaient identifiés ainsi sur une carte de Gale et Duberger datant de 1795.

## Géographie
Sutton a une superficie de 243,5 km2, ce qui la place au premier rang des municipalités de la MRC de Brome-Missisquoi, et dans le top 50 des municipalités québécoises. Sutton regroupe, sous une même juridiction, le secteur de Nord Sutton, Sutton Junction, le secteur du Mont Écho, Sutton Ouest, la zone urbaine de Sutton, le secteur du Mont Sutton et le hameau de Glen Sutton, près de la frontière des États-Unis.
Tout près de Sutton se trouvent les monts Sutton, composés du Sommet Rond (950m), du mont Gagnon (850m) et du mont Écho (750m). Ces trois monts représentent un atout économique important pour la ville et la région, parce que de nombreux skieurs se précipitent chaque année vers la station de ski. Le village lui-même est situé sur la route 139, où la route 215 la rejoint. Une bonne partie des monts Sutton est protégée par la réserve naturelle des Montagnes-Vertes.
La rivière Sutton commence également son parcours dans la municipalité, à l'est des Monts Sutton. Dans le secteur de Glen Sutton, il y a la rivière Missisquoi qui provient arrive de la municipalité voisine de Potton (Mansonville) et se dirige vers le Vermont.

## Démographie
| 1991  | 1996  | 2001  | 2006  | 2011  | 2016  | 2021  |
| ----- | ----- | ----- | ----- | ----- | ----- | ----- |
| 1 587 | 1 617 | 3 524 | 3 805 | 3 906 | 4 012 | 4 548 |

## Administration
La Ville de Sutton apparue en création en 2002 à la suite de la fusion de la ville de Sutton et du canton de Sutton.
Les élections municipales se font en bloc et suivant un découpage de six districts.
| Sutton Maires depuis 2002                                                                                            |                  |         |          |
| Élection | Maire            | Qualité | Résultat |
| 2002 | Winston Bresee   |         | Voir     |
| 2005 | Kenneth Hill     |         | Voir     |
| 2009 | Pierre Pelland   |         | Voir     |
| 2013 | Louis Dandenault |         | Voir     |
| 2017 | Michel Lafrance  |         | Voir     |
| 2021 | Robert Benoit    |         | Voir     |
| Élection partielle en italique Depuis 2005, les élections sont simultanées dans toutes les municipalités québécoises |                  |         |          |

## Patrimoine
Parmi le patrimoine de la municipalité de Sutton, citons:
- Le magasin Boright and Safford, érigé en 1861 et épargné par le grand feu de 1898[6]

## Restaurants
Dans ce village accueillant plusieurs milliers de touristes par années, il est possible d'y retrouver des restaurants de toutes sortes.
- Le Gato : Restaurant de tacos et tequila installé depuis quelques années.
- Mollies : Restaurant installé dans Sutton il n'y a que quelques années. Il est possible d'y retrouver des déjeuners, du café, mais aussi des dîners et soupers[7].
- Tartinizza : Avec une atmosphère électrique et des employés aimables, ce restaurant représente les bonnes valeurs de notre village. Nous pouvons y trouver de la pizza, des pâtes ainsi que plusieurs autres entrées et repas délicieux[8].
- Kokkaku Ramen : Arrivé à Sutton en 2019, nous pouvons trouvé dans ce restaurant des nouilles de style japonaise. Brandon, le chef et propriétaire du restaurant, fait tout maison. La culture japonaise est très présente tout au long de l'expérience lorsque leurs plats sont consommés[9].
- Auberge Sutton Brouërie : Offrant un mélange de nourriture style micro-brasserie, de la bière fait maison et du logement de style hôtelier, cet établissement est un endroit idéal pour les touristes voulant passer un bon moment à Sutton[10].
- Pleasant Hôtel & Café : Offrant tout d'abord des chambres d'hôtel pour les touristes des Cantons de l'Est, il y a possibilité de manger un bon déjeuner/brunch les samedi et dimanche à partir de 8h jusqu'à 13h[11].
- Bar Le Bunker : Anciennement le Pub Mocador depuis 1980 et ayant changé de nom et d'administration il y a quelques années, ce pub offre un atmosphère très accueillant pour des gens voulant passer une soirée entre amis avec de la bonne nourriture et de l'alcool. Ayant souvent de la music live et est situé au plein centre du village, ce restaurant est considéré une perle de Sutton[12].
- À l’Abordage: Brasserie artisanale accompagnée d’un restaurant au cœur du village de Sutton, parfait pour le après-ski ou pour simplement savourer une bonne bière entre amis. Offre une variété de hamburgers gourmands, des sandwichs variés et plusieurs autres repas réconfortants[13].

## Activités
La ville de Sutton compte de nombreux attraits touristiques. La présence du mont Sutton, des sentiers pédestre du PENS, des sentiers de vélo de montagne de Plein Air Sutton et de sa station de ski attire plusieurs personnes durant la saison hivernale. Sutton accueille également des événements culturels et musicaux, notamment le Festival de Jazz de Sutton.
Certains évènements accueille plusieurs touristes à chaque année. Par exemple, la ville de Sutton attire entre 2500 et 3000 visiteurs durant la fête Suisse.
Un autre évènement typique de ce village est le Festival du Violon de Sutton. Avec des concerts présentés par 30 artistes provenant du Québec et du Canada, il est possible d'y retrouver des soirées de danses et des sessions de jams.
Avec des fêtes à l'année longue, il y a évidemment une célébration au Parc Goyette-Hill pour la fête nationale du Québec le 24 juin. Avec de la danse, de la musique traditionnelle et des activités prévues pour les jeunes, cette célébration offre toute une expérience et rassemble le village. Au même endroit, mais au mois de février, il y a l'évènement Plaisirs d'hiver avec patin disco, dj et animation.
Enfin, un des évènements plus saisonnier à Sutton qui attire beaucoup de personnes s'agit du Marché de Noël. Remplis d'artisans et de commerces locaux, il est possible d'y retrouver une diversité de cadeaux et biens de la région à utiliser ou consommer. Avec une ambiance accueillante et joviale, ainsi que parfois un parcours ludique à travers le village, c'est l'endroit parfait pour faire ses achats des fêtes.